# 奈良県道249号大和郡山環状線
奈良県道249号大和郡山環状線（ならけんどう249ごう やまとこおりやまかんじょうせん）は、奈良県奈良市から大和郡山市に至る一般県道である。

## 概況
奈良市石木町から大和郡山市番匠田中町、および大和郡山市小林町西三丁目に至る。
名称に「環状線」とあるが、実際の路線は環状となっていない。路線は大きく2つに分かれており、一方は富雄川西岸の登弥橋交差点を起点に大和郡山市内を縦断して国道25号へ至る都市計画道路「大和中央道」を構成する4車線の路線（1）と 、もう一方は大和中央道の途中で東へ分岐し、大和郡山市内を横断して国道24号、奈良県道754号木津横田線（旧国道24号）へ至る2車線の路線（2）である。池之内町西交差点 - 池之内町交差点間は奈良県道9号奈良大和郡山斑鳩線と重複する。また、2車線区間の一部に狭隘道路区間が存在する。
富雄川東岸の城栄橋東詰から城町主水山までは赤膚丘陵の南縁にあたり、急勾配を駆け上がるための橋梁部が建設されたが、供用の見通しが付かず、完成後十数年にわたり放置されていた。しかし、富雄川西岸の4車線化工事（城工区）完成により、2009年（平成21年）3月31日に道幅の狭い城栄橋に代わって城大橋が開通して経路を変更。これに伴って城栄橋を閉鎖し、路盤整備を実施した上で2010年（平成22年）9月30日に城大橋東 - 主水山間（別線部）を供用開始した。なお、城栄橋を通った旧道区間は大和郡山市道へ移管されている。
1. 登弥橋 - 城大橋西詰 - 城大橋東 - 池之内町西 - 今国府町
2. 池之内町西で分岐 - 池之内町 - 杉町 - 大江町南 - 番匠田中

### 路線データ
- 起点：奈良市石木町（登弥橋交差点、奈良県道7号枚方大和郡山線交点）
- 終点
  - 大和郡山市番匠田中町（番匠田中町交差点、奈良県道754号木津横田線交点）
  - 大和郡山市小林町西三丁目（今国府町交差点、国道25号交点、奈良県道108号大和郡山広陵線別線起点）

奈良県例規集における県道路線認定（昭和30年3月1日奈良県告示第86号）では、大和郡山環状線（整理番号149）の起点は「奈良市木島町」（現在の奈良市石木町）、終点は「大和郡山市番匠田中線」としている。

## 路線状況

### 別名
- 大和中央道（大和郡山市・城町中交差点 - 大和郡山市・今国府町交差点）

### 重複区間
- 奈良県道9号奈良大和郡山斑鳩線（別線：大和郡山市池之内町・池之内町西交差点 - 大和郡山市池之内町・池之内町交差点）

### 道路施設

#### 橋梁
- 城大橋（富雄川、大和郡山市）
- 池之内橋（古池、大和郡山市）

別線
- 杉橋（佐保川、大和郡山市）

## 地理

### 通過する自治体
- 奈良県
  - 奈良市 - 大和郡山市

### 交差する道路
| 交差する道路                                                                  | 市町村名   | 交差する場所   | 交差する場所                                                                                            |
| ----------------------------------------------------------------------------- | ---------- | -------------- | --- |
| 奈良県道7号枚方大和郡山線                                                     | 奈良市     | 石木町         | 登弥橋交差点 / 起点                                                                                     |
| 奈良県道249号大和郡山環状線 / 別線                                            | 大和郡山市 | 城町           | 城大橋東交差点                                                                                          |
| 奈良県道189号矢田寺線 奈良県道266号奈良西の京斑鳩自転車道線 重複              | 大和郡山市 | 外川町         | 外川町東交差点                                                                                          |
| 奈良県道9号奈良大和郡山斑鳩線 重複区間起点 奈良県道249号大和郡山環状線 / 別線 | 大和郡山市 | 池之内町       | 池之内町西交差点                                                                                        |
| 奈良県道9号奈良大和郡山斑鳩線 重複区間終点                                    | 大和郡山市 | 池之内町       | 池之内町交差点                                                                                          |
| 奈良県道108号大和郡山広陵線                                                   | 大和郡山市 | 杉町           | 杉町交差点                                                                                              |
| 国道24号                                                                      | 大和郡山市 | 大江町         | 大江町南交差点                                                                                          |
| 奈良県道754号木津横田線                                                       | 大和郡山市 | 番匠田中町     | 番匠田中町交差点 / 終点                                                                                 |
| 別線（大和郡山市城町）                                                        |            |                | |
| 奈良県道7号枚方大和郡山線                                                     | 大和郡山市 | 城町           | 城町中交差点 / 別線起点【北緯34度39分24.8秒 東経135度46分3.6秒 / 北緯34.656889度 東経135.767667度】     |
| 奈良県道249号大和郡山環状線 / 現道                                            | 大和郡山市 | 城町           | 城大橋東交差点 / 別線終点【北緯34度39分3.9秒 東経135度46分3.9秒 / 北緯34.651083度 東経135.767750度】    |
| 別線（大和郡山市池之内町 - 大和郡山市小林町西三丁目）                         |            |                | |
| 奈良県道9号奈良大和郡山斑鳩線 奈良県道249号大和郡山環状線 / 現道              | 大和郡山市 | 池之内町       | 池之内町西交差点 / 別線起点【北緯34度37分55.7秒 東経135度46分0.2秒 / 北緯34.632139度 東経135.766722度】 |
| 国道25号 奈良県道108号大和郡山広陵線                                          | 大和郡山市 | 小林町西三丁目 | 今国府町交差点 / 別線終点【北緯34度37分9.5秒 東経135度46分2.6秒 / 北緯34.619306度 東経135.767389度】    |

### 交差する鉄道
- 関西本線

別線
- 近鉄橿原線

### 沿線
- 大和郡山市立郡山西中学校
- アピタ大和郡山店
- 大和郡山市立片桐小学校
- 郡山総合庁舎（旧奈良県立片桐高等学校）
- JR西日本関西本線 大和小泉駅
- 大和郡山市立郡山東中学校
- DMG森精機奈良事業所